# Italochrysa banksi
Italochrysa banksi is een insect uit de familie van de gaasvliegen (Chrysopidae), die tot de orde netvleugeligen (Neuroptera) behoort. 
Italochrysa banksi is voor het eerst wetenschappelijk beschreven door New in 1980.